# Depressaria
Depressaria är ett släkte av fjärilar som beskrevs av Adrian Hardy Haworth 1811. Enligt Dyntaxa ingår Depressaria i familjen plattmalar, Depressariidae, men enligt Catalogue of Life är tillhörigheten istället familjen praktmalar, (Oecophoridae).

## Svenska dottertaxa tillDepressaria, i alfabetisk ordning[1][2]
- Vitpunkterad plattmal Depressaria albipunctella NT[3]
- Streckad fältmalörtsplattmal Depressaria artemisiae
- Dysterplattmal Depressaria badiella
- Hårflokeplattmal Depressaria chaerophylli NT[3]
- Sprängörtsplattmal Depressaria daucella
- Tvåfärgad morotsplattmal Depressaria depressana
- Ljusryggad morotsplattmal Depressaria douglasella VU[3]
- Renfaneplattmal Depressaria emeritella
- Ljusryggad gråboplattmal Depressaria leucocephala
- Större säfferotsplattmal Depressaria libanotidella VU[3]
- Gotländsk säfferotsplattmal Depressaria nemolella CR[3]
- Ljuspunkterad röllikaplattmal Depressaria olerella
- Större bockrotsplattmal Depressaria pimpinellae
- Ljusryggad bockrotsplattmal Depressaria pulcherrimella
- Palsternacksplattmal Depressaria radiella
- Nordlig röllikaplattmal Depressaria silesiaca NT[3]
- Hundkexplattmal Depressaria sordidatella
- Bäckmärkeplattmal Depressaria ultimella

## Bildgalleri

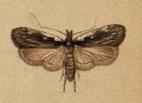
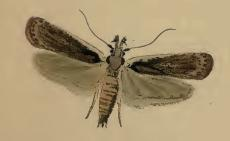
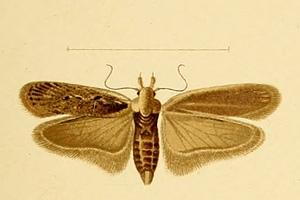
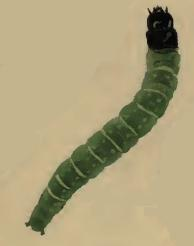
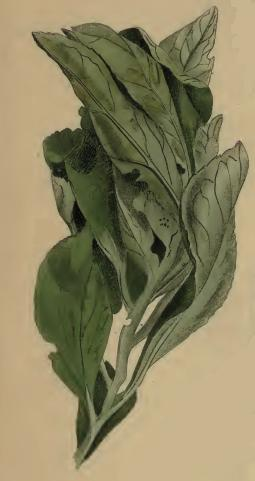

## Dottertaxa tillDepressaria, i alfabetisk ordning[1][2]
- Depressaria absinthiella
- Depressaria absinthivora
- Depressaria absynthiella
- Depressaria adustatella
- Depressaria albiocellata
- Depressaria albipuncta
- Vitpunkterad plattmal Depressaria albipunctella NT[3]
- Depressaria alienella
- Depressaria altaica
- Depressaria amasiella
- Depressaria amblyopa
- Depressaria anchusella
- Depressaria angelicivora
- Depressaria angustati
- Depressaria apiella
- Depressaria aragonella
- Depressaria armata
- Streckad fältmalörtsplattmal Depressaria artemisiae
- Depressaria artemisiella
- Depressaria assalella
- Depressaria atrostrigella
- Depressaria aurantiella
- Dysterplattmal Depressaria badiella
- Depressaria bantiella
- Depressaria basicostata
- Depressaria beckmanni
- Depressaria berchmanni
- Depressaria besma
- Depressaria betina
- Depressaria blunti
- Depressaria bruneella
- Depressaria bupleurella
- Depressaria campestrella
- Depressaria caucasica
- Depressaria cervicella
- Hårflokeplattmal Depressaria chaerophylli NT[3]
- Depressaria chlorothorax
- Depressaria chneouriella
- Depressaria cinderella
- Depressaria cinereocostella
- Depressaria clausella
- Depressaria colossella
- Depressaria compactella
- Depressaria conspersa
- Depressaria constancei
- Depressaria corticinella
- Depressaria corystopa
- Depressaria cruenta
- Depressaria cuprinella
- Depressaria danilevkyi
- Sprängörtsplattmal Depressaria daucella
- Depressaria daucivorella
- Depressaria delphinias
- Tvåfärgad morotsplattmal Depressaria depressana
- Depressaria depressella
- Depressaria despoliatella
- Depressaria deverella
- Depressaria deversella
- Depressaria devertella
- Depressaria discipunctella
- Depressaria dispunctella
- Depressaria djakonovi
- Ljusryggad morotsplattmal Depressaria douglasella VU[3]
- Depressaria dracunculi
- Depressaria duplicatella
- Depressaria edmondsii
- Depressaria eleanorae
- Renfaneplattmal Depressaria emeritella
- Depressaria erinaceella
- Depressaria eryngiella
- Depressaria filipjevi
- Depressaria floridella
- Depressaria freyi
- Depressaria frigidella
- Depressaria frustratella
- Depressaria fuscipedella
- Depressaria fuscovirgatella
- Depressaria gallicella
- Depressaria gudmanni
- Depressaria halophilella
- Depressaria helladicella
- Depressaria heydenii
- Depressaria hirtipalpis
- Depressaria hofmanni
- Depressaria homogenes
- Depressaria hungarica
- Depressaria iliensis
- Depressaria illepida
- Depressaria indecorella
- Depressaria indelibatella
- Depressaria irregularis
- Depressaria jugurthella
- Depressaria juliella
- Depressaria karmeliella
- Depressaria kasyi
- Depressaria keltella
- Depressaria kollari
- Depressaria kondarella
- Depressaria krasnowodskella
- Depressaria lacticapitella
- Depressaria larseniana
- Depressaria laserpitii
- Depressaria latisquamella
- Depressaria leptotaeniae
- Ljusryggad gråboplattmal Depressaria leucocephala
- Depressaria leucostictella
- Depressaria levisticae
- Större säfferotsplattmal Depressaria libanotidella VU[3]
- Depressaria lineata
- Depressaria longipennella
- Depressaria macrotrichella
- Depressaria manglisiella
- Depressaria maranella
- Depressaria marcella
- Depressaria marcidella
- Depressaria marginata
- Depressaria mesopotamica
- Depressaria millefoliella
- Depressaria miserella
- Depressaria moya
- Depressaria multifidae
- Gotländsk säfferotsplattmal Depressaria nemolella CR[3]
- Depressaria nigrella
- Depressaria niphosyrphas
- Depressaria nomia
- Depressaria nymphidia
- Depressaria obolucha
- Depressaria obscura
- Ljuspunkterad röllikaplattmal Depressaria olerella
- Depressaria ontariella
- Depressaria parahofmanni
- Depressaria pastinacella
- Depressaria pavoniella
- Depressaria peniculatella
- Depressaria pentheri
- Depressaria peregrinella
- Depressaria petronoma
- Större bockrotsplattmal Depressaria pimpinellae
- Depressaria plaousella
- Depressaria platyaeniella
- Depressaria prangosella
- Depressaria pteryxiphaga
- Depressaria pulcherimella
- Ljusryggad bockrotsplattmal Depressaria pulcherrimella
- Depressaria quintana
- Depressaria radiata
- Palsternacksplattmal Depressaria radiella
- Depressaria radiosquamella
- Depressaria rarissimella
- Depressaria rebeli
- Depressaria reichlini
- Depressaria reticulatella
- Depressaria rhodochlora
- Depressaria rubripalpella
- Depressaria rubripunctella
- Depressaria rungsiella
- Depressaria ruticola
- Depressaria sardoniella
- Depressaria schaidurovi
- Depressaria schellbachi
- Depressaria semenovi
- Depressaria sibirella
- Nordlig röllikaplattmal Depressaria silesiaca NT[3]
- Hundkexplattmal Depressaria sordidatella
- Depressaria spectrocentra
- Depressaria sphondiliella
- Depressaria subalbipunctella
- Depressaria subhirtipalpis
- Depressaria subnervosa
- Depressaria subtenebricosa
- Depressaria tabghaella
- Depressaria tenebricosa
- Depressaria tenerifae
- Depressaria thomaniella
- Depressaria thoracella
- Depressaria thustra
- Depressaria togata
- Depressaria tortuosella
- Depressaria uhrikmeszarosi
- Depressaria uhrykella
- Bäckmärkeplattmal Depressaria ultimella
- Depressaria ululana
- Depressaria unicolor
- Depressaria varzobella
- Depressaria weirella
- Depressaria velox
- Depressaria veneficella
- Depressaria whitmani
- Depressaria yakimae
- Depressaria zelleri